# Foresta nazionale di Shoshone
La foresta nazionale di Shoshone ([ʃoʊˈʃoʊni]) è la prima foresta nazionale federale protetta negli Stati Uniti e si estende su una superficie di circa 10.000 km² nello stato del Wyoming. La foresta, che originariamente costituiva una parte della Yellowstone Timberland Reserve, fu istituita con un provvedimento del Congresso convertito in legge dal presidente Benjamin Harrison nel 1891. La foresta è suddivisa in quattro aree naturali gestite secondo criteri di sviluppo sostenibile. L'elevato livello di biodiversità è rappresentato da un paesaggio vario che passa dalle pianure ricoperte dall'Artemisia tridentata attraverso i densi boschi di pini ed abeti per arrivare fino alle cime montuose.
Tre delle maggiori catene montuose si trovano, anche se parzialmente, nel territorio dell'area protetta: le Absaroka Mountains, le Beartooth Mountains e le Wind River Range. Il parco nazionale di Yellowstone si estende lungo il confine occidentale; a sud del parco di Yellowstone, lo Spartiacque continentale separa la foresta dalla Foresta nazionale di Bridger-Teton, posta ad ovest. Lungo il confine orientale si trovano alcune proprietà private, territori federali amministrati dal Bureau of Land Management e la Wind River Indian Reservation, che appartiene ai nativi americani Shoshone ed Arapahoe. La foresta nazionale di Custer, lungo il confine con il Montana, delimita la foresta verso nord. L'Oregon Trail, la strada percorsa dai carri coperti del XIX secolo, passa poco più a sud della foresta nazionale attraversando il South Pass, che permetteva ai migranti di oltrepassare le aspre montagne della zona. Tutto il territorio della foresta nazionale è incluso nel Greater Yellowstone Ecosystem, un'ininterrotta superficie di territori federali protetti che si estende per circa 81.000 km².

## Storia

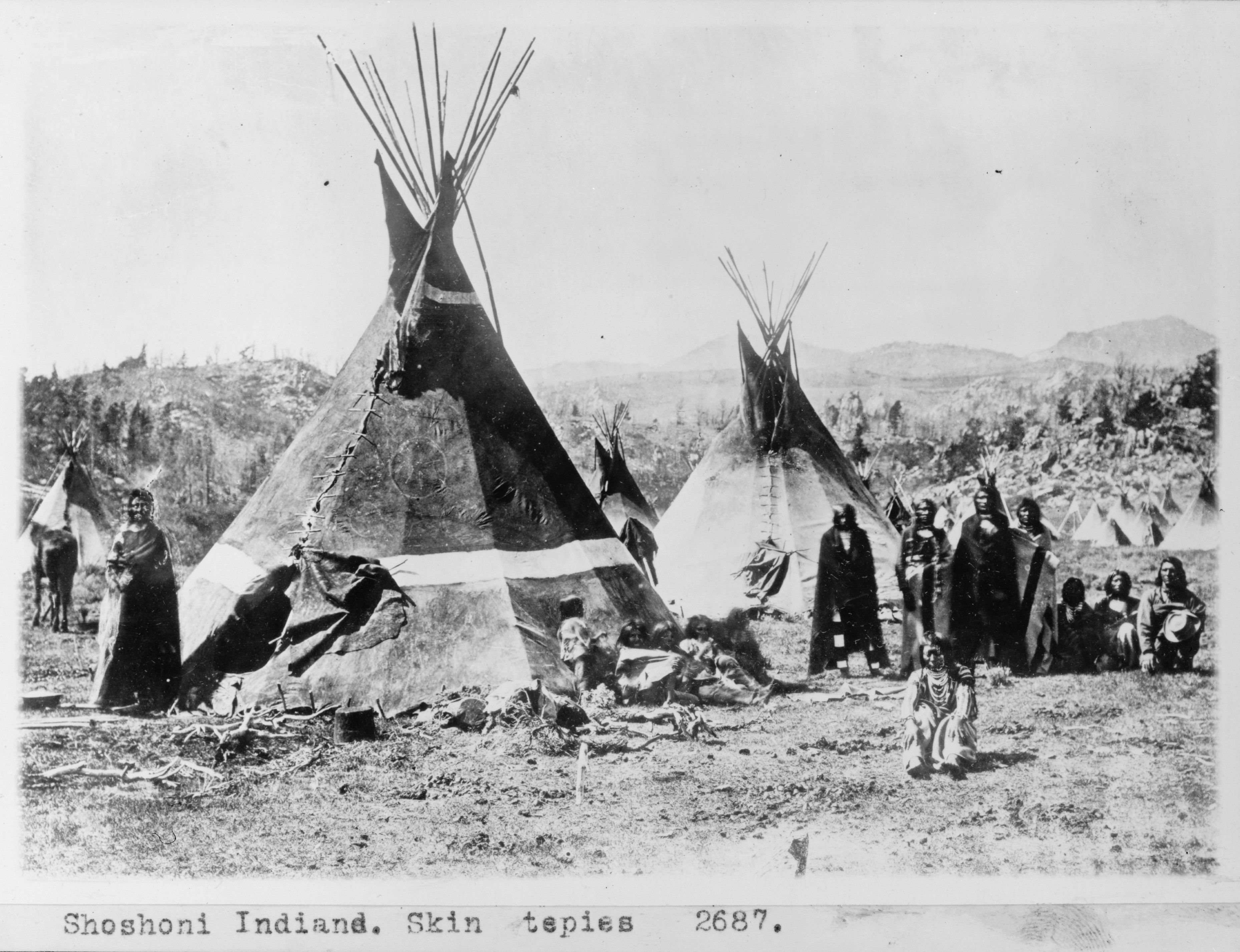
Campo degli Indiani Shoshone, 1890 circa.

La foresta nazionale di Shoshone prende il nome dagli indiani Shoshone che, così come altri gruppi di Nativi Americani, tra i quali i Lakota, i Crow e gli Cheyenne, furono tra le maggiori tribù incontrate dai primi esploratori europei della regione. Evidenze archeologiche suggeriscono che la presenza di tribù indiane nella regione può essere datata ad oltre 8.000 anni fa. La foresta forniva loro abbondante selvaggina, materie prime per la realizzazione di utensili in legno e riparo durante i mesi invernali rispetto alle più esposte Grandi Pianure dell'est. Alcune zone delle regioni più montuose sono state frequentate dagli Shoshone e dai Sioux (Lakota), che le ritenevano zone sacre nelle quali ottenere la guarigione spirituale e la ricerca di visione. Dal 1840 Washakie era diventato il leader delle tribù orientali degli indiani Shoshone. Nel 1868 negoziò con il governo degli Stati Uniti per la conservazione di 8.900 km² di terre tribali, oggi conosciute come Wind River Indian Reservation. Prima dell'istituzione della riserva la cavalleria degli Stati Uniti costruì nella regione il Fort Brown, successivamente rinominato Fort Washakie. Alla fine dell'Ottocento il forte ospitò dei soldati afroamericani della Cavalleria degli Stati Uniti, conosciuti con il nome di Buffalo Soldiers. Il capo Washakie è sepolto nel forte, che si trova immediatamente ad est lungo il confine della foresta nazionale. Si narra che anche Sacajawea, l'indiana Shoshone che diede un aiuto inestimabile a Meriwether Lewis ed a William Clark durante la loro spedizione, sia sepolta nel forte ma, attualmente, questa ipotesi risulta essere piuttosto improbabile e si presume che il luogo in cui è sepolta si trovi molto più ad est.

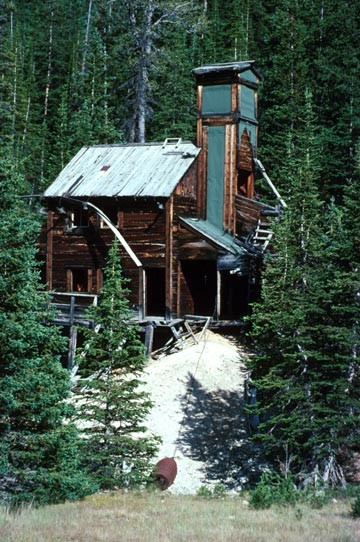
La miniero d'oro abbandonata di Wolf Mine.

Agli inizi dell'Ottocento la foresta è stata visitata da numerosi trapper ed esploratori, come John Colter e Jim Bridger. Colter è stato il primo uomo bianco conosciuto per avere visitato, tra il 1806 ed il 1808, sia la regione di Yellowstone sia la foresta. Dopo essere stato uno dei primi partecipanti alla spedizione di Lewis e Clark, Colter ottenne il permesso da Meriwether Lewis di lasciare la spedizione dopo l'attraversamento delle Montagne Rocciose durante il loro viaggio di ritorno dal Pacifico. Colter formò una squadra con due esploratori, non affiliati alla spedizione, che aveva incontrato e decisero di esplorare le regioni del sud dove si avventurò con i suoi nuovi soci. Il primo viaggio fu compiuto nella regione nord-orientale, in quello che oggi è il Parco Nazionale di Yellowstone. Successivamente Colter esplorò le Absaroka Mountains, attraversando il Togwotee Pass ed addentrandosi nella valle, oggi conosciuta come Jackson Hole. Colter sopravvisse sia all'attacco da parte di un orso sia all'aggressione di un gruppo di indiani Piedineri che avevano preso il suo cavallo. L'esploratore fornì a William Clark, che era stato il suo comandante nella spedizione omonima, le informazioni sulle regioni che aveva esplorato, e che erano precedentemente sconosciute, il quale le pubblicò nel 1814.
I viaggi compiuti dai cacciatori di pellicce e dagli avventurieri come, ad esempio Manuel Lisa e Jim Bridger (1807-1840), hanno contribuito a completare l'esplorazione della regione. Con il declino del commercio delle pellicce, cominciato nel 1840, e la drastica diminuzione degli animali, come il pregiato castoro, dovuta ad un eccessivo carico delle catture, portò pochi esploratori bianchi ad addentrarsi nella foresta nei decenni che seguirono. Le prime esplorazioni sostenute e finanziate dal governo federale furono condotte sotto la guida di Ferdinand Vandeveer Hayden nel 1871. Hayden era soprattutto interessato a documentare il settore della foresta ad ovest di Yellowstone ma la sua spedizione stabilì anche che il bosco era una risorsa primaria che meritava di essere tutelata. Viaggi nel bosco furono effettuati, nel 1880, anche dal futuro presidente degli Stati Uniti, Theodore Roosevelt, che era anche un forte sostenitore della conservazione della terra, così come dal generale Philip Sheridan, che diedero l'impulso alla successiva istituzione della Yellowstone Timberland Reserve nel 1891, creando la prima foresta nazionale negli Stati Uniti.

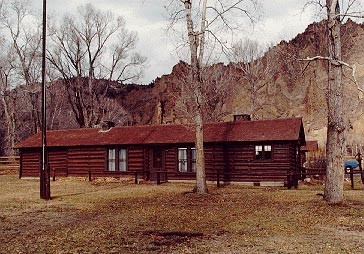
Wapiti Ranger Station.

Nel 1902 il Presidente Theodore Roosevelt attuò il primo notevole ampliamento della riserva per poi suddividerla in quattro unità separate, in cui Shoshone era la più grande. Dopo la creazione dello United States Forest Service, nel 1905, la riserva fu designata come Foresta Nazionale ma l'attuale formulazione ed il titolo sono stati assegnati quarant'anni dopo, nel 1945. Un ricordo dei primi anni della gestione forestale è la Wapiti Ranger Station, che si trova ad ovest della cittadina di Cody. La stazione è stata costruita nel 1903 ed è la più antica caserma dei ranger presente in una foresta nazionale. Attualmente è inserita nel National Register of Historic Places.
Durante l'ultimo decennio del XIX secolo fu intrapresa la ricerca di minerali come l'oro ma il successo fu limitato. L'ultima miniera è stata abbandonata nel 1907 ma l'attività di ricerca dell'oro è ancora consentita in molte zone della foresta e, nella maggior parte dei casi, non è richiesto nessun permesso. Dopo la fine dell'era mineraria i numerosi insediamenti dei minatori sono stati occupati dal Civilian Conservation Corps al fine di contrastare la disoccupazione durante il periodo della Grande depressione del 1930. I campi ospitarono gruppi di uomini disoccupati che erano pagati dal governo federale per la costruzione di strade, sentieri escursionistici e campeggi per accogliere i viaggiatori ed i futuri turisti che avrebbero visitato la regione di Yellowstone. Le visite aumentarono dopo la fine della seconda guerra mondiale, con l'avvento di strade migliori che consentirono l'accessibilità alla regione.

## Territorio

### Geografia e geologia

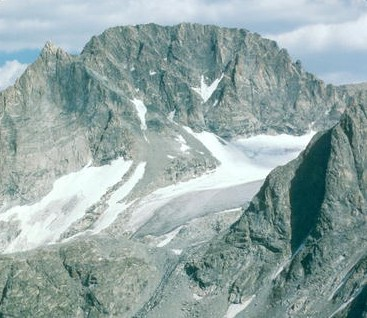
Gannett Peak è la più alta montagna del Wyoming.

L'altitudine delle vette montuose della foresta varia dai 1.400 metri, nei pressi della cittadina di Cody, ai 4.207 metri nella parte superiore del Gannett Peak, con un dislivello di oltre 2.800 metri. Le tre principali catene montuose che si trovano nella foresta sono geologicamente distinte le une dalle altre. Tutte fanno parte delle Montagne Rocciose e si trovano sul punto di transizione tra le Montagne Rocciose centrali e le Montagne Rocciose settentrionali. Le Absaroka Mountains presero il nome dalla tribù indiana dei Crow, anche se questi ultimi popolavano solo la parte nord della catena montuosa. La maggior parte delle montagne Absaroka si trovano entro i confini della foresta, con la cima più alta, Francs Peak, che raggiunge i 4.009 metri. La catena montuosa si estende da nord a sud, attraverso la parte settentrionale e orientale della foresta, per oltre 160 km dalla frontiera con lo stato del Montana fino a sud della città di Dubois.
Tra gli importanti passi che valicano le Absaroka vi è il Sylvan Pass, che conduce all'ingresso orientale del parco nazionale di Yellowstone ed il Togwotee Pass, attraverso il quale è possibile accedere alla valle di Jackson Hole ed al parco nazionale del Grand Teton. Le vette delle Absaroka, di origine basaltica, sono il risultato dell'attività vulcanica verificatasi presumibilmente 50 milioni di anni fa, durante l'epoca geologica Eocene. Le rocce presentano colorazioni relativamente scure e consistono di riolite, andesite e breccia. A causa dell'azione erosiva dei ghiacciai, dell'acqua e per via della relativa morbidezza delle rocce, le Absaroka presentano una morfologia abbastanza scoscesa. L'oro è stato estratto dalle pendici del Francs Peak fino al 1907 e la piccola città fantasma di Kirwin, che fu abitata dai minatori, è ancora oggi visitabile. Nelle Absaroka vi sono pochi laghi ma vi si trovano le sorgenti del fiume Bighorn e del fiume Yellowstone.
Le Beartooth Mountains, situate nel settore settentrionale della foresta, sono costituite da rocce ignee intrusive e metamorfiche originatesi circa 3,96 miliardi di anni fa, durante il Precambriano; alcune di queste formazioni sono tra le più antiche trovate sulla Terra. Anche se spesso vengono considerate come una parte delle Absaroka, queste montagne sono distinte per composizione e storia geologica. Sollevatesi circa 70 milioni di anni fa durante l'orogenesi Laramide, le Beartooth sono costituite da vasti altopini spazzati dal vento sui quali si innalzano picci di roccia, talvolta a strapiombo. Le rocce formate da granito, gneiss e scisto sono ricche di minerali come il cromo ed il platino. Il ferro ed il magnesio si trovano nei minerali di biotite, anfibolo e pirosseni lungo tutta la catena montuosa. Il quarzo ed il feldspato sono presenti come costituenti delle rocce. I geologi ritengono che le Beartooth reggiungessere, un tempo, altitudini di almeno 6.100 metri, ma l'erosione, che ha operato per decine di milioni di anni, ha ridotto la quota ad una media di 3.700 metri per le cime più elevate. Ci sono circa 300 laghi nella regione della foresta nazionale di Shoshone occupata dalle Beartooth, alcuni dei quali originatisi dall'arretramento dei ghiacciai avvenuto durante l'ultimo massimo glaciale, conosciuto come il nome di Glaciazione Pinedale, che si è conclusa circa 10.000 anni fa. La Beartooth Highway (US Highway 212) attraversa il Beartooth Pass ad una quota di 3.340 metri dirigendosi verso l'ingresso nord-est al Parco Nazionale di Yellowstone.

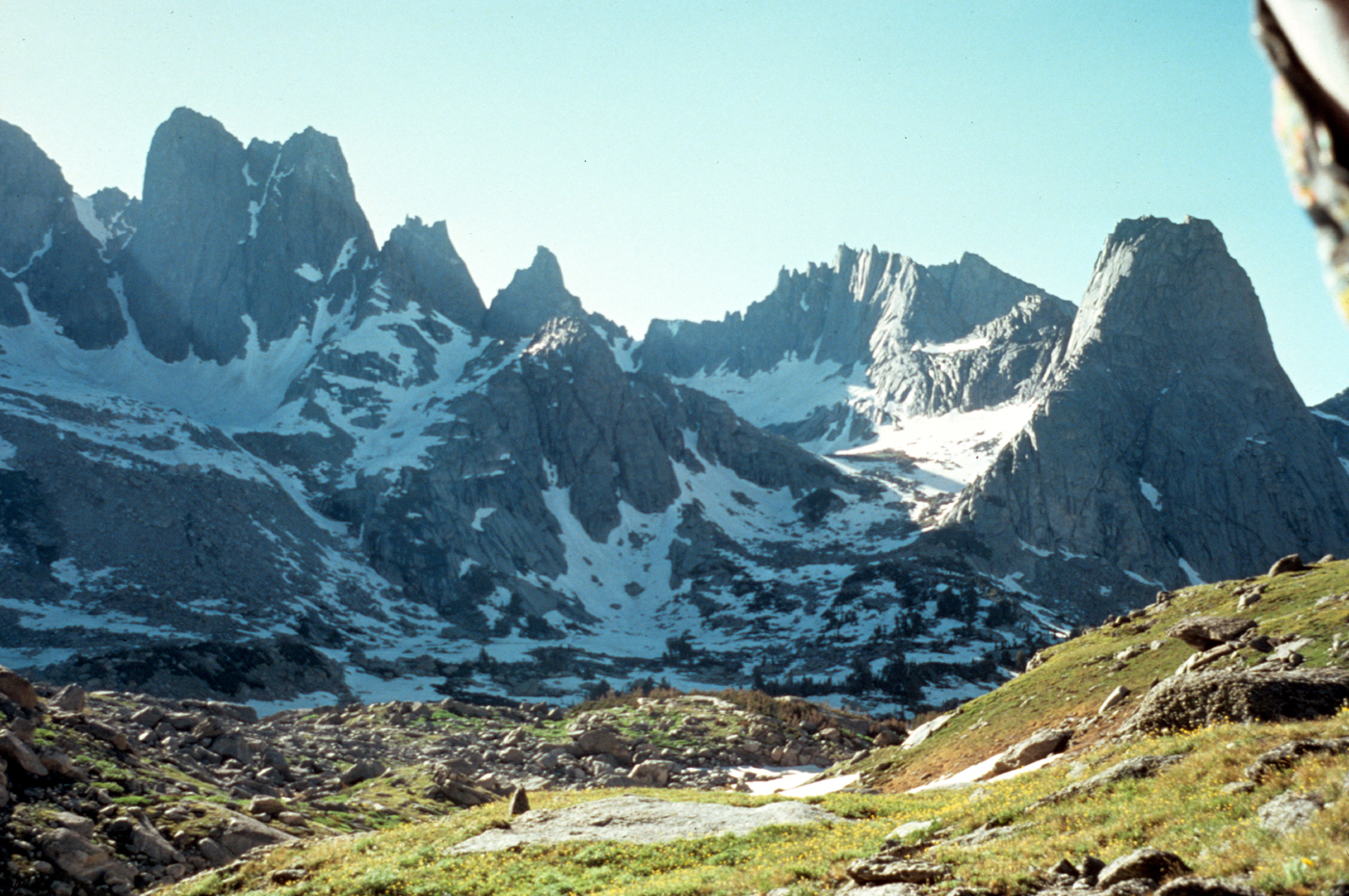
Cirque of the Towers.

La catena delle Wind River Range si trova nella parte meridionale della foresta ed è composta principalmente da rocce granitiche, gneiss e scisti. Gannett Peak è la cima più alta del Wyoming ed anche altre sette vette superano i 4.100 metri. Un tempo si pensava che Fremont Peak fosse la vetta più elevata delle Montagne Rocciose a causa dell'impatto visivo che se ne aveva dall'Oregon Trail. Oltre 230 montagne si elevano al di sopra de 3.700 metri di altitudine. Questa catena montuosa è molto apprezzata anche dagli alpinisti provenienti da tutto il mondo che ne apprezzano la solidità della roccia e la varietà dei percorsi. In particolare il Cirque of the Towers, che si trova nel Popo Agie Wilderness, è una delle più popolari destinazioni per l'arrampicata ed il trekking e si stima che almeno 200 diverse vie di arrampicata si trovino tra le vette che circondano il circo glaciale. Centinaia di laghi si trovano in questa regione così come le sorgenti del fiume Wind River.
Nella foresta nazionale ci sono più di 500 laghi ed oltre 4.000 km di torrenti e fiumi. Il Clarks Fork of the Yellowstone River è stato designato come National Wild and Scenic River per i 35 km che attraversano la foresta, con strapiombi alti fino a 610 metri all'interno della gola entro la quale il fiume si snoda. La foresta si trova sul versante orientale dello spartiacque continentale, riversando così il flusso dei fiumi che la attraversano nel bacino dell'Oceano Atlantico.

### Ghiacciai

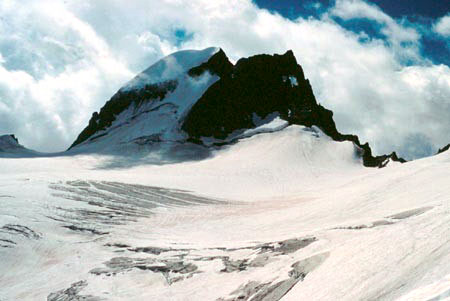
Il Ghiacciaio Gannett.

Secondo lo United States Forest Service la foresta nazionale di Shoshone ha il maggior numero di ghiacciai tra tutte le Foreste Nazionali delle Montagne Rocciose. La guida turistica della Foresta elenca 16 ghiacciai ai quali è stato dato un nome ed altri 140 ghiacciai attualmente senza nome all'interno del territorio della foresta, tutti localizzati nella catena montuosa delle Wind River Range. Quarantaquattro di questi ghiacciai si trovano nelle Fitzpatrick Wilderness, tra le cime più alte delle montagne. Tuttavia l'Ufficio idrico dello stato del Wyoming elenca soltanto 63 ghiacciai sull'intera catena delle Wind River Range, includendo anche le aree al di fuori del confine della foresta nazionale. Non ci sono dubbi sul fatto che tutti i ghiacciai della foresta si stanno ritirando rapidamente.
A partire dal 1850 si è osservata una riduzione del 50% dell'estensione dei ghiacciai di montagna a livello mondiale. La maggior parte di questa riduzione è stata ben documentata da fotografie, prove ed altri dati. Un aumento del tasso di ritiro dal 1970, tuttavia, sembra essere correlata all'attività antropica ed al riscaldamento globale correlato a quest'attività.
Anche l'andamento dei ghiacciai presenti nella foresta nazionale di Shoshone è coerente con questo modello. L'area coperta dai ghiacci perenni si è ridotta del 50% nell'ultimo secolo e questo dato è stato confermato dalle fotografie della fine del 1890. Una ricerca effettuata tra il 1950 ed il 1999 ha dimostrato che i ghiacciai si sono ridotti di oltre un terzo in quel periodo. La ricerca indica inoltre che il ritiro dei ghiacciai è stato proporzionalmente maggiore nel decennio del 1990 rispetto a qualsiasi altro decennio degli ultimi 100 anni. Il ghiacciaio Gannett, sul versante nord-est del Gannett Peak, è il più grande ghiacciaio delle Montagne Rocciose degli Stati Uniti. Dal 1920 ha perso oltre il 50% del suo volume ed il 25% di tale perdita è avvenuta a partire dal 1980. Il ghiacciaio Fremont è stato studiato più di ogni altro nella catena delle Wind River Range. Gli scienziati hanno ottenuto delle carote di ghiaccio dal ghiacciaio Fremont, lo studio delle quali ha rivelato che vi sono stati dei cambiamenti misurabili nella composizione dei gas dell'atmosfera nel corso degli ultimi 500 anni.
I ghiacciai più piccoli presenti nella foresta nazionale sono meno resistenti alla fusione rispetto alle grandi calotte glaciali della Groenlandia e dell'Antartide. L'inizio del ritiro del ghiacciaio può portare ad uno squilibrio tale da non poter più garantire un adeguato bilancio di massa (accumulo versus fusione), anche per ghiacciai di grandi dimensioni. Senza un cambiamento del clima favorevole, il ghiacciaio continuerà a ritirarsi fino a scomparire totalmente. I glaciologi hanno previsto che, con il tasso di scioglimento attuale, tutti i ghiacciai della foresta scompariranno entro il 2020. L'attuale ritiro dei ghiacci riduce il deflusso glaciale durante l'estate, riducendo la portata d'acqua ai fiumi ed ai laghi e la fornitura di una fonte d'acqua fredda che è di vitale importanza per alcuni pesci e specie vegetali. Questo, a sua volta, può avere un impatto significativo sugli ecosistemi forestali nel corso del tempo.

### Clima
Con una media di meno di 25 centimetri di precipitazioni all'anno il Wyoming è generalmente considerato uno stato arido. Tuttavia la Foresta Nazionale di Shoshone è localizzata tra alcune delle maggiori catene montuose dello stato e questo fa sì che le acque di scioglimento delle nevi e dei ghiacciai garantiscano un flusso sufficiente per il fabbisogno dei mesi estivi. La temperatura medie alle basse altitudini è di 22 °C durante l'estate e di -7 °C durante l'inverno mentre, sulle cime più elevate, la media è di -7 °C rispetto alle temperature citate. La maggior parte delle precipitazioni è concentrata durante i mesi invernali ed all'inizio della primavera mentre nei pomeriggi estivi si verificano piogge sparse e temporali serali. L'autunno è, solitamente, una stagione fresca ed asciutta. Il clima secco e le altitudine elevate portano ad un forte raffreddamento durante tutto l'anno, con frequenti variazioni delle temperatura anche di 10 °C conseguentemente le temperature notturne sono molto fresche in estate ed estremamente fredde durante l'inverno; quindi, i visitatori dovrebbero sempre ricordarsi di portare con sé almeno una giacca, anche durante l'estate.

## Flora

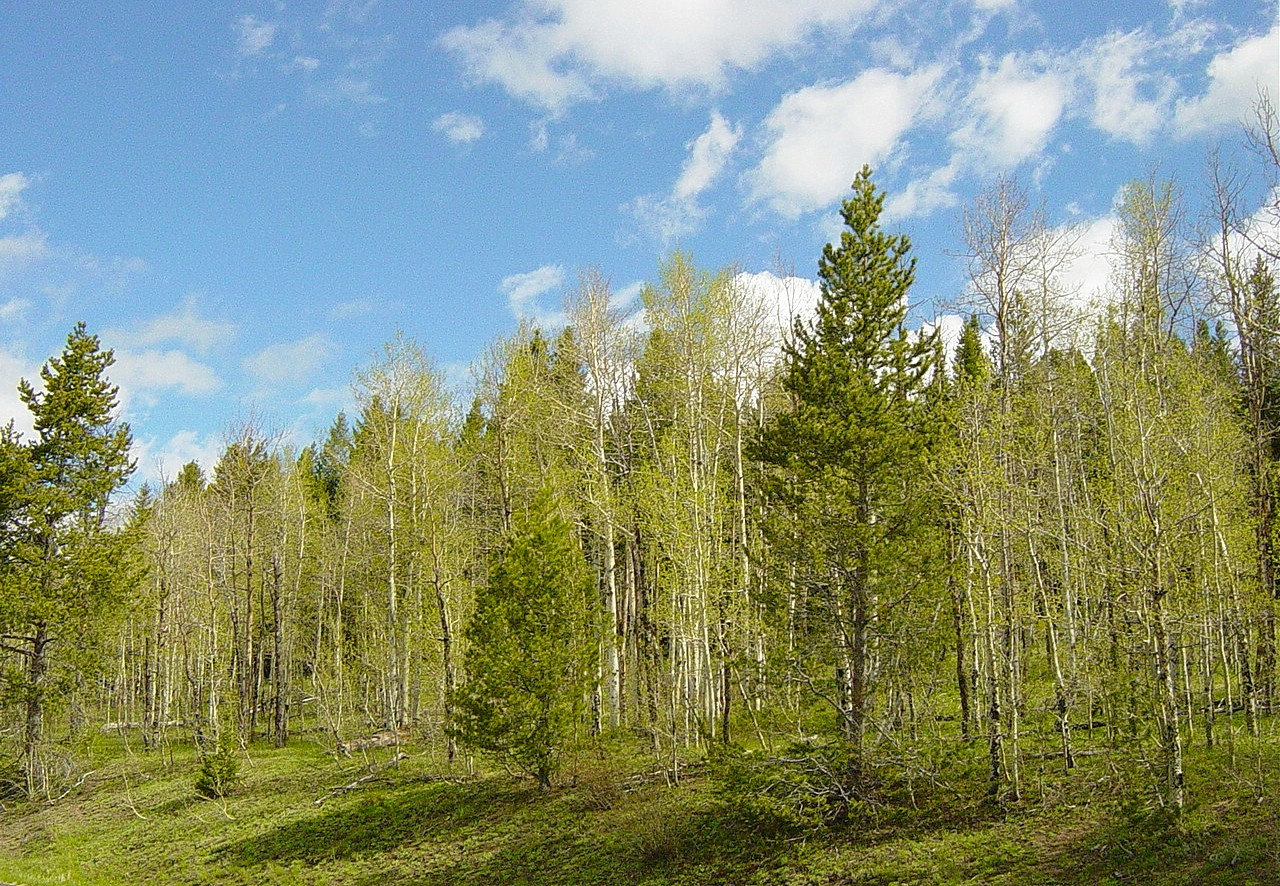
Un piccolo bosco di pioppi e pini in estate.

Nella foresta nazionale di Shoshone sono state documentate circa 1.300 specie di piante. Le quote più basse sono dominate dalla tipica vegetazione delle praterie e dalla presenza dell'Artemisia tridentata mentre, nelle aree boschive, sono presenti varie specie di alberi. Tra queste i pini (Pinus contorta) che, insieme al ginepro delle Montagne Rocciose (Juniperus scopulorum), all'abete Douglas (Pseudotsuga menziesii) ed al pioppo tremulo (Populus tremuloides) si possono trovare fino a 2.700 metri di altitudine. Ad altitudini maggiori sono comuni specie come Abies lasiocarpa, Picea engelmannii, Pinus albicaulis e Pinus flexilis che si estendono fino a raggiungere la linea degli alberi. A basse quote, lungo i corridoi ripariali, vegetano varie specie di pioppi e salici. Numerose specie di piante sono endemiche della regione. Tra queste varie specie del genere Draba, molte brassicacee ed asteracee che si colorano con vivaci fiori bianchi e gialli durante la primavera e l'estate.
Numerose specie spontaneizzate, introdotte accidentalmente dai turisti, sono frequenti lungo le strade e presso i campeggi. Lo scarabeo del pino mugo (Dendroctonus ponderosae) è una specie di insetto naturalizzato che infesta i boschi prediligendo le specie di pini ed abeti. Nel caso di infestazioni particolarmente violente il coleottero può distruggere vaste aree di foresta, causando il potenziale aumento degli incendi e riducendo l'habitat e la sostenibilità della foresta. Il Servizio Forestale è impegnato nel controllo delle specie invasive, individuandole e cercando di contenere l'ulteriore diffusione di piante non autoctone.

## Fauna

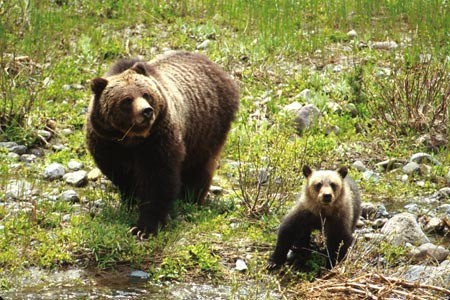
Un grizzly con il suo cucciolo.

In seguito alla migrazione del lupo grigio (Canis lupus), specie in via di estinzione, nella foresta nazionale di Shoshone, dopo il successo ottenuto dal programma di reintroduzione messo in atto nella regione di Yellowstone alla fine degli anni novanta, praticamente tutte le 50 specie di mammiferi esistenti nell'aree prima dell'arrivo degli europei esistono ancora.
Si stima che vi siano almeno 125 orsi grizzly (Ursus arctos horribilis) che vagano tra i boschi del parco nazionale di Yellowstone e le altre due Foreste Nazionali confinanti don la foresta di Shoshone. Il grizzly è elencato come una specie minacciata dallo United States Fish and Wildlife Service e la foresta è una delle sue ultime roccaforti. Nelle aree in cui gli orsi sono considerati un problema l'uso di trappole non letali permette la loro cattura in modo che possano essere trasferiti in aree remote, lontano dai luoghi abitati. Nel caso del grizzly, ogni orso che viene catturato è prima sedato e poi dotato di una marca auricolare nella quale è riportato un numero di identificazione. Ogni numero è registrato e se l'orso continua a ritornare nella zona in cui rappresenta un rischio di minaccia imminente per la sicurezza umana, sono sterminati. Gli sforzi di recupero del grizzly attuati dalle agenzie federali sono stati spesso oggetto di grandi disaccordi con i proprietari terrieri locali e con i comuni limitrofi. Questa situazione si verifica meno frequentemente con l'orso nero (Ursus americanus), più piccolo e meno aggressivo, di cui si stima esistano 500 esemplari nella foresta. Un programma di gestione attiva, in collaborazione con altre Foreste Nazionale e Parchi Nazionali del Greater Yellowstone Ecosystem, opera in modo cooperativo per massimizzare la sicurezza umana e per garantire la protezione degli habitat per entrambe le specie di orsi endemici. I visitatori devono conservare il cibo all'interno dei loro veicoli o in contenitori di acciaio, a prova d'orso, situati presso i campeggi al fine di evitare spiacevoli incontri.

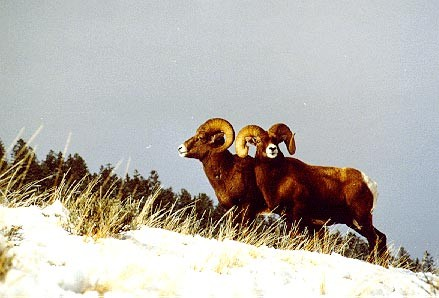
Pecore bighorn.

Il puma (Puma concolor) ed il lupo grigio sono i principali carnivori che abitano la foresta. Le abitudini notturne del puma rendono difficile una stima della sua popolazione ma le prove, come le impronte, suggeriscino che la specie sia molto diffusa. Il lupo è emigrato dal Parco Nazionale di Yellowstone, ma è meno comune nella foresta. Tra gli altri mammiferi onnivori della foresta sono inclusi il ghiottone (Gulo gulo), il coyote (Canis latrans), la lince (Lynx rufus), vari mustelidi, come le martore ed il furetto (Mustela putorius furo). Vi sono inoltre, il castoro (Castor canadensis), la marmotta, il pika, il procione (Procyon lotor) ed il tasso (Taxidea taxus), che si trovano comunemente in tutta la foresta.
Tra gli erbivori l'alce (Alces alces) pascola in piccoli gruppi presso i corsi d'acqua, soprattutto a quote più basse. Il wapiti (Cervus canadensis), il cervo mulo (Odocoileus hemionus) e l'antilocapra (Antilocapra americana) sono alcuni dei mammiferi più comunemente avvistati e ci sono anche alcune piccole popolazioni di bisonti (Bison bison). La pecora bighorn (Ovis canadensis) e la capra delle nevi (Oreamnos americanus) popolano i terreni rocciosi alle quote più elevate. Durante l'inverno, la più grande mandria di pecore bighorn degli Stati Uniti continentali si riunisce nella regione intorno alla città di Dubois. Il numero di questi animali, a partire dal 1990, è notevolmente diminuito a causa delle malattie e della predazione da parte dei coyote.
Si stima che circa 300 specie di uccelli che si trovino nella foresta per almeno una parte dell'anno. L'aquila di mare testabianca (Haliaeetus leucocephalus) e l'aquila reale (Aquila chrysaetos) sono abbastanza comuni e tendono a vivere in prossimità dei corsi d'acqua. Il falco pellegrino (Falco peregrinus), lo smeriglio (Falco columbarius) ed il gufo della Virginia (Bubo virginianus) sono altri rapaci molto diffusi. Uccelli gregari come la gazza (Pica hudsonia) e la nocciolaia di Clark (Nucifraga columbiana) (appartenenti alla famiglia dei corvidi) prediligono le zone vicine ai campeggi ed ai laghi. Il cigno trombettiere (Cygnus buccinator) si trova, anche se in un numero molto limitato, principalmente in prossimità dei laghi e dei corsi d'acqua. Altri uccelli acquatici, come l'airone azzurro maggiore (Ardea herodias), il pellicano bianco (Pelecanus onocrotalus), l'oca del Canada (Branta canadensis) e numerose altre specie di anatre popolano gli habitat acquatici. Il fagiano comune (Phasianus colchicus), il gallo della salvia (Centrocercus urophasianus) ed il tacchino selvatico (Meleagris gallopavo) sono ampiamente distribuiti in tutto il territorio.

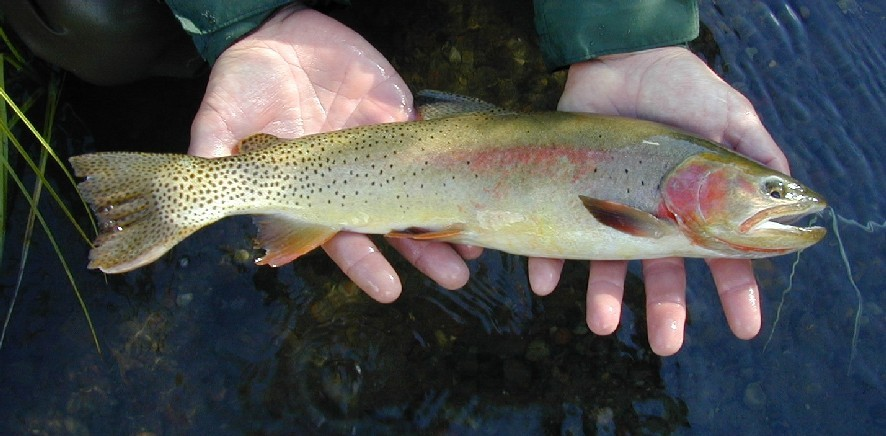
La trota fario di Yellowstone.

Le acque dei corsi d'acqua della foresta sono popolate da otto specie e sottospecie di trota, tra le quali la trota fairo di Yellowstone (Oncorhynchus clarkii) che è l'unica specie autoctona nel Wyoming. Questa specie si trova soltanto nella foresta e nei parchi adiacenti ed è una delle quattro sottospecie di trota presenti nella foresta. Altre specie ittiche, bersaglio della pesca sportiva, sono il temolo artico (Thymallus arcticus), il coregonino di montagna (Prosopium williamsoni) e lo storione.
La foresta è popolata da pochi rettili; tuttavia, diverse specie di serpenti velenosi, tra cui il crotalo adamantino occidentale (Crotalus atrox), si trovano ad altitudini basse insieme ad altri rettili come le tartarughe (Chrysemys picta e Terrapene carolina bauri). Gli anfibi come le rane, la salamandra tigre (Ambystoma tigrinum) ed il rospo borale (Bufo boreas) sono relativamente comuni. Gli insetti, come ad esempio zanzare e mosche possono essere fastidiosi in primavera e in estate.

## Accessi

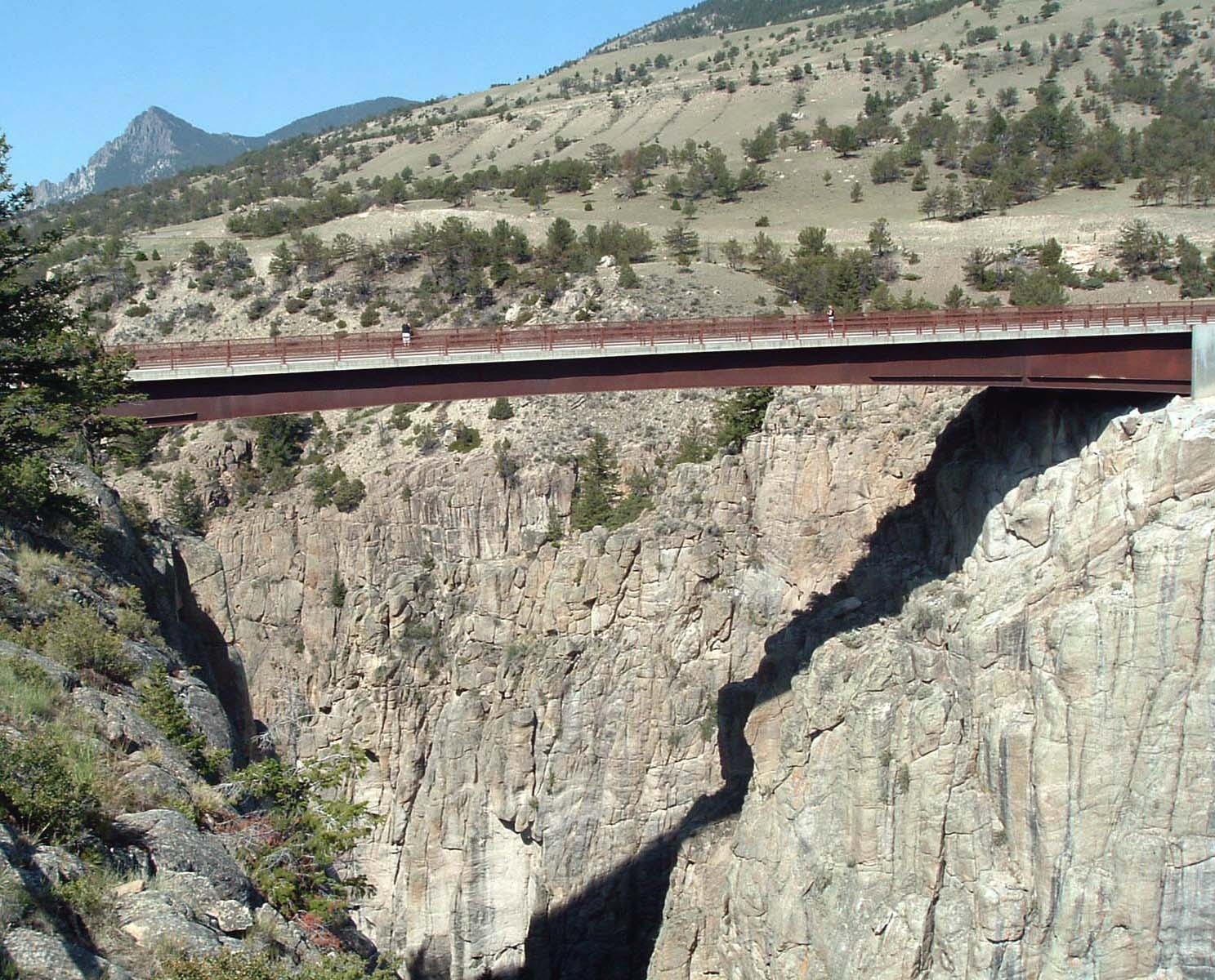
Il Sunlight Bridge lungo la Chief Joseph Scenic Byway.

La foresta nazionale è attraversata da numerose strade panoramiche e, attraverso due di queste, è possibile accedera al parco nazionale di Yellowstone. La Beartooth Highway (U.S. Highway 212) attraversa la foresta fungendo da via d'accesso per il parco di Yellowstone in direzione nord-est. Immediatamente a sud della Beartooth Highway, la Chief Joseph Scenic Byway (Wyoming Highway 296) segue il vecchio sentiero attraverso il quale le tribù guidate da Chief Joseph e Nez Perce tentarono la fuga dalla Cavalleria degli Stati Uniti nel 1877. Più a sud la Buffalo Bill Cody Scenic Byway (US 14/16/20) passando attraverso la cittadina di Cody, in Wyoming, attraversa il Sylvan Pass entrando nel parco di Yellowstone. Per ultima la Wyoming Centennial Scenic Byway (US 26/287), attraversando la città di Dubois, valica il Togwotee Pass e si addentra nella valle di Jackson Hole e nel parco nazionale del Grand Teton. La Chief Joseph, la Buffalo Bill Cody e la Wyoming Centennial sono state inserite tra le strade statali panoramiche del Wyoming (Wyoming State Scenic Byway).

## Attività
La foresta nazionale di Shoshone riceve ogni anno milioni di visitatori. Due centri visita forniscono informazioni, libri, mappe e pannelli informativi e sono gestiti da due interpreti del Servizio forestale o da volontari. Lungo la Buffalo Bill Cody Scenic Byway si trova il Wapiti Wayside, ad ovest della cittadina di Cody, adiacente alla storica Wapiti Ranger Station, un altro centro visitatori che si trova a sud della cittadina di Lander. Nella foresta si trovano 30 campeggi accessibili con l'automobile, con un massimo di 27 posti per ogni campeggio. Circa la metà di questi campeggi è dotata di acqua corrente e servizi igienici e permettono anche l'accesso ai portatori di handicap. Nella maggior parte dei casi è anche possibile l'utilizzo del camper. Tutti i campeggi sono liberi ad esclusione del campeggio di Rex Hale, che si trova presso il National Recreation Reservation Service, il quale deve essere prenotato per telefono o via internet alcuni mesi prima. A causa della presenza di orsi grizzly il campeggio in tenda non è permesso.

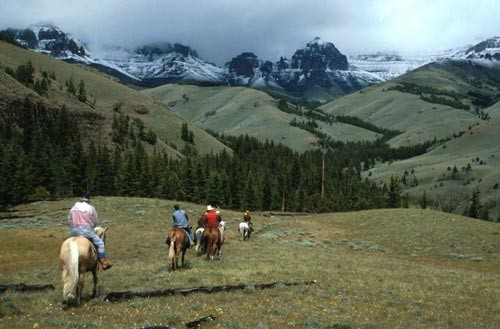
Cavalcata presso il Greybull Ranger District.

L'esistenza di decine di sentieri, per un totale di oltre 2.400 km, permette la pratica dell'escursionismo e dell'equitazione attraverso la foresta nazionale. Il Continental Divide Trail apre la strada attraverso la foresta, dividendosi in numerosi sentieri dai nomi diversi. Il Nez Perce National Historic Trail ed il Beartooth Loop National Recreation Trail si trovano entrambi nella sezione settentrionale della foresta. Alcune delle aree più remote possono essere raggiunte a cavallo. I sentieri sono solitamente abbastanza larghi da permettere il passaggio del cavallo o dei veicoli con rimorchio. Lungo le strade della foresta è permesso il transito dei fuoristrada.
La caccia e la pesca sono delle attività ricreative consentite in tutta la foresta, a condizione di avere i relativi permessi e di seguire le norme ed i regolamenti. I regolamenti di caccia sono modificati con cadenza annuale al fine di garantire una protezione ad alcune specie animali dalla caccia eccessiva e per massimizzare la sicurezza personale. Nei torrenti e nei fiumi è possibile praticare la pesca sportiva. Le licenze di caccia e di pesca sono rilasciate dallo stato del Wyoming e possono essere richieste presso il Dipartimento di Stato per il pesce e la selvaggina.
La parte meridionale della foresta, dove si trova la catena delle Wind River Range, è la destinazione principale per arrampicata. Ventinove tra le vette più alte del Wyoming si trovano in queste montagne, che sono formate principalmente di roccia granitica, con innumerevoli pareti di roccia a strapiombo. Il Cirque of the Towers è particolarmente importante in quanto vi si trovano numerose vette ad una distanza relativamente breve tra loro.
Le attività invernali comprendono lo sci di fondo e la motoslitta. Il Continental Divide Snowmobile Trail è un popolare percorso in motoslitta al quale è possibile accedere valicando il Togwotee Pass. Con una quantità di neve che può raggiungere anche i 12 metri ogni anno alle altitudini più elevate, la stagione della motoslitta di solito si estende da inizio dicembre alla metà di aprile. Le cittadine di Lander, Cody e la zona intorno al Togwotee Pass sono il fulcro delle attività praticabili con la motoslitta nella foresta. Esistono numerosi noleggi presso i quali è possibile affittare una motoslitta e che forniscono servizi di escursioni guidate per i meno esperti. Alcuni motel restano aperti anche durante l'inverno per fornire vitto e alloggio. L'attività di motoslitta è aumentata nella foresta da quando sono state imposte delle restrizioni al loro utilizzo nel Parco Nazionale di Yellowstone.